# Oenochroma guttilinea
Oenochroma guttilinea är en fjärilsart som beskrevs av W. Warren 1903. Oenochroma guttilinea ingår i släktet Oenochroma och familjen mätare. Inga underarter finns listade i Catalogue of Life.